# Pruceaii, Prîlukî
Pruceaii (în ucraineană Пручаї) este un sat în comuna Ohînkî din raionul Prîlukî, regiunea Cernihiv, Ucraina.

## Demografie
Componența lingvistică a localității Pruceaii
     Ucraineană (98,31%)
     Rusă (1,69%)
Conform recensământului din 2001, majoritatea populației localității Pruceaii era vorbitoare de ucraineană (98,31%), existând în minoritate și vorbitori de rusă (1,69%).